# Ana Popović
Ana Popović, hrvatska novinarka iz Bosne i Hercegovine.
Kao televizijska novinarka radila je na HRT Kiseljak odnosno TV KISS. Godine 2018. bila je kandidatkinja za ravnateljicu bosanskohercegovačke radiotelevizije (BHT). Dugogodišnja je novinarka bosanskohercegovačkog izdanja Večernjeg lista, a pisala je i za neke lokalne portale. Bavila se istraživačkim novinarstvom, a početkom 2000-ih je pratila brojne političke i pravosudne procese na području BiH. 
Bila je savjetnica Lidije Bradare, predsjedateljice Doma naroda Federacije BiH (2015. - 2022.).
Urednica je monografije o HKD Kandija, autora Miroslava Zelića.